# 角力取山古墳
角力取山古墳（すもうとりやまこふん）は、岡山県総社市岡谷にある古墳。形状は方墳。総社市指定史跡に指定されている。

## 概要
岡山県南部の低丘陵上に築造された大型方墳である。「角力取山」の古墳名は、かつて戦前に古墳西側に土俵があり、御崎神社の奉納相撲が催されたことによるという。調査は実施されていない。
墳丘は一辺約36メートル・約38メートル、高さ約5メートルを測り、方墳としては岡山県で最大規模になる。段築・葺石の有無は明らかでないが、埴輪片が出土している。埋葬施設は不明。築造時期は古墳時代中期の5世紀後半頃と推定される。
古墳域は1971年（昭和46年）に総社市指定史跡に指定されている。なお、古墳北側そばには近世山陽道（西国街道）が引かれている。

## 文化財

### 岡山県指定文化財

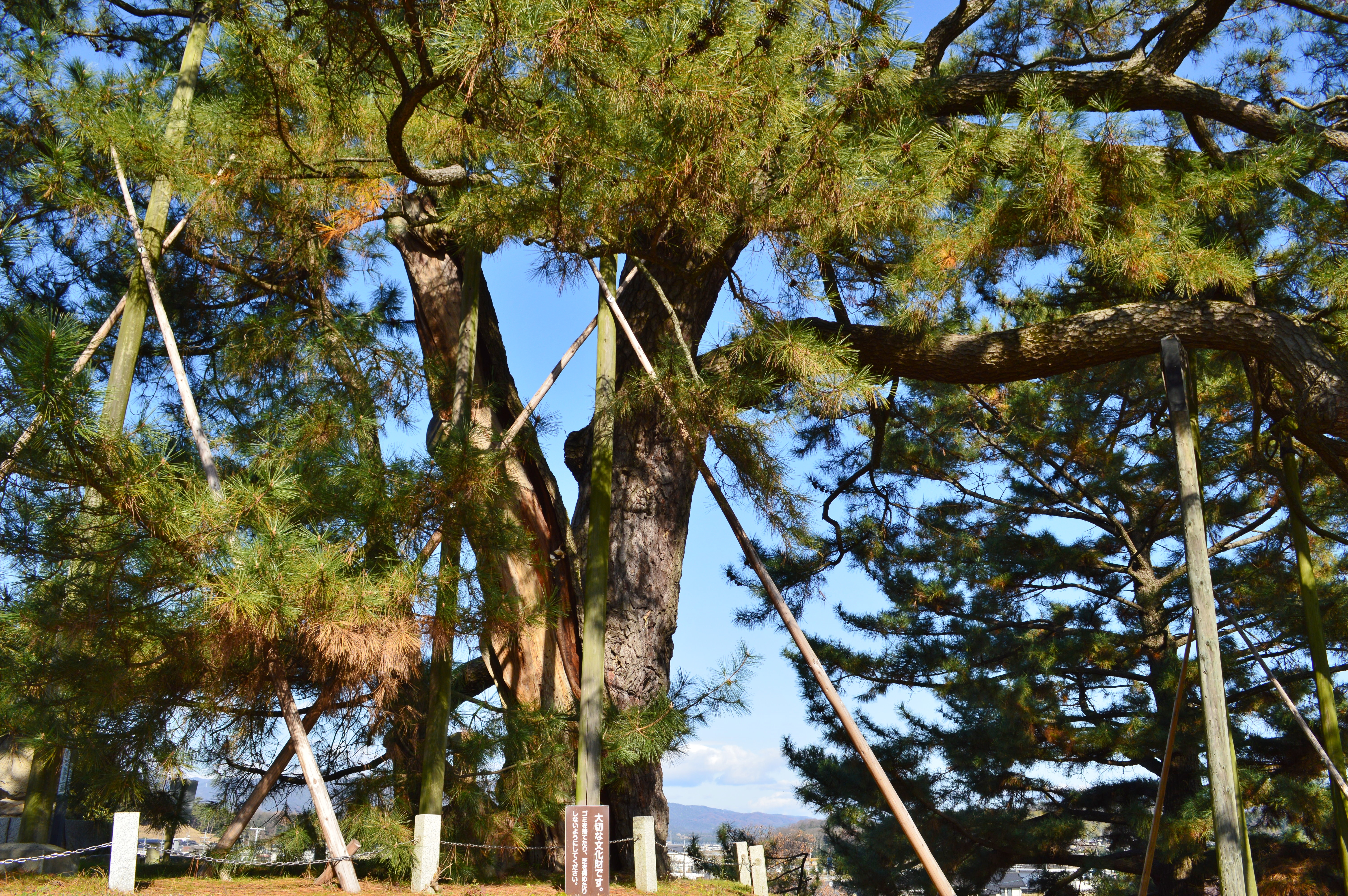
角力取山の大松
（岡山県指定天然記念物）

- 天然記念物
  - 角力取山の大松
角力取山古墳の墳丘上に生育するクロマツ。樹高18メートル、目通り周囲5.4メートルを測る。樹齢は約450年と推定される。戦前にはさらに数本の老松があったというが、現在は1本を残すのみとなっている。1972年（昭和47年）12月9日指定[3][4]。

### 総社市指定文化財
- 史跡
  - 角力取山古墳 - 1971年（昭和46年）3月20日指定[1]。

### その他
- ギリギリ山古墳石室
総社市西郡下山田上にあったギリギリ山古墳（持坂20号墳）の横穴式石室。1979年（昭和54年）の県道建設に伴い、角力取山古墳西側に移設・復元されている。
ギリギリ山古墳は円墳で、直径約30メートル、高さ4メートルを測った。石室は玄室（長さ4.2メートル・幅2.4メートル）・羨道（長さ2.8メートル・幅1.1メートル）・墓道（長さ3メートル・幅1.1メートル）から構成され、西方向に開口したが、天井石はすでに失われていた。築造時期は6世紀中葉頃と推定され、7世紀中葉頃の2人以上の追葬も認められている[5]。